# Бриггс, Мэттью
Мэ́ттью Э́нтони Бриггс (англ. Matthew Anthony Briggs; родился 9 марта 1991) — английский и гайанский футболист, защитник клуба «Госпорт Боро» и сборной Гайаны.

## Клубная карьера
С восьмилетнего возраста играл за «Фулхэм». Чаще всего выступает на позиции левого крайнего защитника, но может также сыграть центрального защитника или левого крайнего полузащитника.
13 мая 2007 года дебютировал за «дачников» в матче против «Мидлсбро», выйдя на замену на 77-й минуте. Он стал самым молодым игроком в истории Премьер-лиги, выйдя на поле в возрасте 16 лет и 65 дней, и побил рекорд, ранее принадлежавший Джеймсу Вону, на 206 дней.
В январе 2010 года перешёл в клуб «Лейтон Ориент» на правах аренды сроком на один месяц.
25 августа 2010 года дебютировал в стартовом составе «Фулхэма», сыграв 56 минут в матче Кубка Футбольной лиги против «Порт Вейла». 10 ноября 2010 года дебютировал в стартовом составе «дачников» в Премьер-лиге в игре против «Челси», заняв место получившего травму Карлоса Сальсидо. Затем сыграл против «Арсенала», после чего выбыл на 8 недель из-за операции на ногах.
14 июля 2011 года забил свой первый гол за «Фулхэм» в матче квалификационного раунда Лиги Европы против клуба «Крузейдерс».
В феврале 2012 года обратился к главному тренеру «Фулхэма» Мартину Йолу с просьбой о получении игровой практики, после чего отправился в месячную аренду в «Питерборо Юнайтед».
22 июня 2015 года подписал двухлетний контракт с клубом «Колчестер Юнайтед».
1 сентября 2017 года подписал краткосрочный контракт с клубом «Честерфилд».
10 марта 2018 года присоединился к клубу «Барнет» на безконтрактной основе.

## Карьера в сборной
Выступал за национальную сборную Англии до 16, до 17, до 19 и до 21 года.
С 2015 года выступает за сборную Гайаны.
Был включён в состав сборной Гайаны на Золотой кубок КОНКАКАФ 2019.

## Командные достижения
Сборная Англии (до 19)
- Финалист юношеского чемпионата Европы: 2009

## Личные достижения
- Самый молодой игрок в истории Премьер-лиги: дебютировал в возрасте 16 лет и 65 дней